# Anna Maria Pellegrini Celoni
Anna Maria Pellegrini Celoni   (1780 - 1835) fou una cantant d'òpera italiana i professora de veu italiana.
Va cantar en diversos escenaris d'òpera italiana fins al 1830 (quan va cantar el paper de Bettina a La gioventú di Enrico Quinto de Luigi Carlini a La Scala de Milà. Va ensenyar a l'Acadèmia Filharmònica de Bolonya. Coneguda principalment com l'autora del llibre de text de cant "Gramàtica, o les regles del cant bell" (Grammatica italiana, o sianó Regole di ben cantare; 1810, reeditat 1817), publicat a Roma el 1823, amb una dedicatòria a l'escultor Canova, amb qui el cantant era amics; els compositors Pietro Alessandro Guglielmi, Giuseppe Nicolini i Luigi Caruso van escriure prefacis aprovadors del manual. El llibre es va reeditar a Leipzig el 1813 en una traducció alemanya de Johann Gottfried Schicht, i el 2001 també es va publicar una traducció a l'anglès.
L'autoria de Pellegrini-Celoni s'atribueix tradicionalment a l'aforisme: «Qui sap respirar [correctament], sap cantar» (italià: Chi sa respirare sa cantare).
Després d'una brillant carrera artística es retirà del teatre i s'establí a Roma com a professora de cant.